# Jim Eisenreich

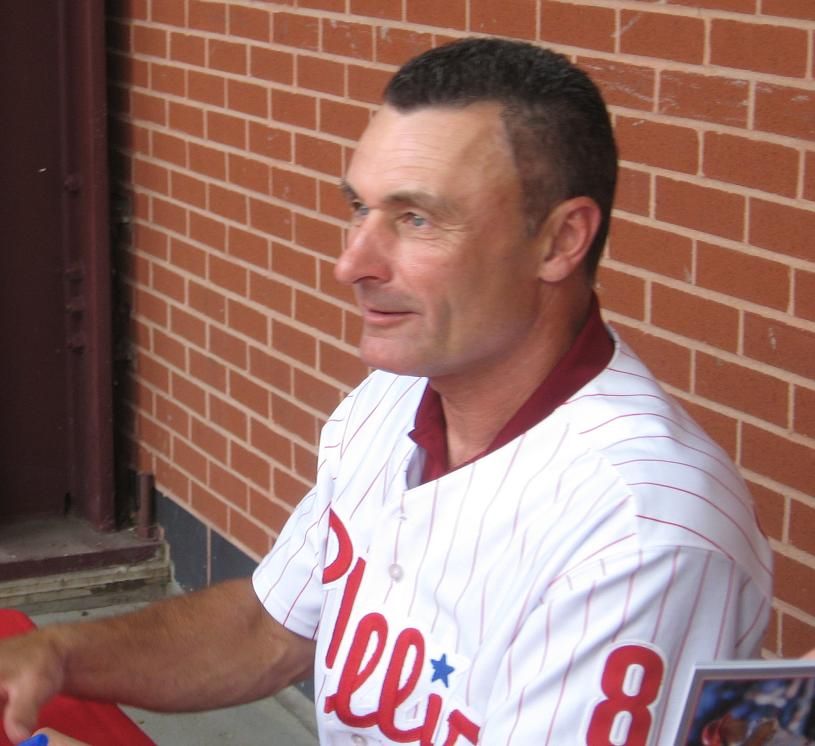
Imagem do jogador de beisebol norte-americano Jin Eisenreich.

James Michael Eisenreich, mais conhecido como Jim Eisenreich, é um ex-jogador profissional de beisebol norte-americano.

## Carreira
Jim Eisenreich foi campeão da World Series 1998 jogando pelo Florida Marlins. Na série de partidas decisiva, sua equipe venceu o Cleveland Indians por 4 jogos a 3.